# Acalypha umbrosa
Acalypha umbrosa är en törelväxtart som beskrevs av Townshend Stith Brandegee. Acalypha umbrosa ingår i släktet akalyfor, och familjen törelväxter. Inga underarter finns listade i Catalogue of Life.